# Patrik Rak
Patrik Rak (* 1972), známý pod přezdívkou Raxoft, je programátor. Tvořil programy pro počítače Sinclair ZX Spectrum, jehož byl od roku 1987 byl vlastníkem, později si pořídil počítač Amiga. První program, který vypustil na veřejnost, byla hra Podraz 4, do povědomí lidí se ale dostal až hrou Piškworks. Logo Raxoft, které používal, bylo podobné logu Fuxoft, které používal František Fuka.
V roce 1990, v době, kdy pracoval na hře Star Dragon, se prostřednictvím inzerátu seznámil Milanem Matouškem, který tvořil grafiku. S Milanem Matouškem vytvořili programátorskou skupinu Scorpion. Po hře Star Dragon společně vytvořili hry Atomix a Hexagonia. Jejich hry vydávaly v Česku Proxima – Software a na Slovensku Ultrasoft.
Práce na následující hře, hře Space Crusaders, vzdal Patrik Rak před jejím dokončením, protože se mu hra zdála moc pomalá. V roce 1991 vytvořili hru Qang a pro počítač SAM Coupé vyrobili konverzi hry Hexagonia, která zaznamenala velký úspěch. Po nástupu počítačů Amiga přešli na programování pro tento počítač, po několika měsících ale začali uvažovat, že by opět programovali pro ZX Spectrum. Začátkem roku 1992 Patrik Rak pracoval na textové hře Tajemství Valtaru a plánoval vytvořit logickou hru Mezi věžemi, nicméně v květnu téhož roku už opět programoval převážně na počítači Amiga a ZX Spectrum používal zřídka, takže tyto hry společně s hrami Space Crusaders a S. Q. U. A. D. zůstaly nedokončené.
Při programování na používal assembler Pikasm 1.1+ a monitor V.A.S.T. od Tomáše Rylka, nástroje Prometheus, MRS a Devast Ace podle jeho názoru měly mnoho nedostatků. Kromě programovacích nástrojů používal pro svoji tvorbu grafický editor Art Studio a textový procesor Desktop.
Pro počítač Amiga vytvořil Patrik Rak kompilaci skladeb Františka Fuky ze ZX Spectra.
Koncem 90. let definoval formát souborů .ay, který slouží k ukládání hudby generované hudebním čipem AY-3-8912. Také definoval formát souborů .pzx jako jednodušší alternativu k formátu souborů .tzx, ovšem tak, aby zachovával důležité vlastnosti souborů .tzx.
Nedokončil studium na Fakultě elektrotechnické ČVUT, studium ukončil z vlastního rozhodnutí.
Později vystudoval MFF UK, studium završil získáním červeného diplomu.
V roce 2012 se věnoval zkoumání funkce procesoru Z80 a objevil, že pokud instrukce procesoru nastavuje některý z příznaků v registru F, následující instrukce scf nebo ccf pouze přenese stav bitů 3 a 5 registru A do odpovídajících bitů registru F, zatímco pokud instrukce procesoru nenastavuje žádný příznak, následující instrukce scf nebo ccf do bitů 3 a 5 registru F uloží výsledek operace OR odpovídajících bitů registru A a registru F.

## Vytvořené programy

### Sinclair ZX Spectrum
- Podraz 4
- Fuksoft II
- Piškworks
- Star Dragon
- Atomix
- Hexagonia
- Qang
- Merlin
- Textpressor - komprimátor textů
- IQ test
- Amiga 1.3
- Labyrinth. ve spolupráci s Omikron software

#### Nedokončené programy
- Tajemství Valtaru
- Mezi věžemi
- Space Crusaders
- S. Q. U. A. D.

### SAM Coupé
- Hexagonia

### Nintendo DS a 3DS
- ZXDS - emulátor počítače ZX Spectrum[12]